# Bärbel Dalichow
Bärbel Dalichow (geboren am 26. Mai 1953 in Potsdam) ist eine deutsche Filmwissenschaftlerin und Autorin. Sie war nach der politischen Wende 23 Jahre lang Direktorin des Filmmuseums Potsdam.

## Werdegang
Bärbel Dalichow kam als Tochter der Politikerin Brunhilde Hanke und des Kulturwissenschaftlers Helmut Hanke zur Welt. Nach einem Volontariat bei der Berliner Zeitung und einer Tätigkeit als Schlossführerin in Sanssouci studierte sie von 1972 bis 1976 Kulturwissenschaft, Ästhetik und Kunstwissenschaft an der Humboldt-Universität zu Berlin. Während ihrer Tätigkeit im Bereich Öffentlichkeitsarbeit der Bezirksfilmdirektion Potsdam begann sie nebenberuflich ein Zusatzstudium Filmgeschichte und Filmästhetik an der Hochschule für Film und Fernsehen Potsdam-Babelsberg (HFF) (1976 bis 1979).
Von 1977 bis 1985 arbeitete Bärbel Dalichow als Abteilungsleiterin für Filmkunst im Filmmuseum Potsdam. Ab 1980 arbeitete sie auch als Autorin, schuf unter anderem Puppenspiele, Drehbücher für die Hochschule für Film und Fernsehen (HFF, heute Filmuniversität Babelsberg) und die DEFA sowie Radiofeatures für den Rundfunk der DDR. 
Nach einem verratenen Fluchtversuch aus der DDR wurde sie 1985 wochenlang von der Staatssicherheit verhört. Ab 1985 war sie Verkäuferin für Uhren und Schmuck und schloss eine berufsbegleitende Lehre als Fachverkäuferin ab. 
Von 1988 bis 1990 schrieb sie als Stipendiatin des Kulturfonds der DDR ihre Doktorarbeit und war parallel 1989/90 im Neuen Forum aktiv. Im Juni 1990 wurde sie Direktorin des Filmmuseums der DDR, im November 1990 wurde sie von der Humboldt-Universität Berlin promoviert. Bis 2013 war sie Direktorin des Filmmuseums Potsdam, seither arbeitet sie als freie Autorin.
Dalichow hat zwei Söhne und lebt in Potsdam und der Uckermark.

## Veröffentlichungen
- Liebe mit Achtzig. Jovis Verlagsbüro, Berlin 1997, ISBN 978-3-931321-54-3.
- Hans Albers – Ein Leben in Bildern. Henschel, Berlin 1997. ISBN 978-3-894872-82-3.
- Leni Riefenstahl. Berlin 1999.
- mit Uwe-Karsten Heye: Wir wollten ein anderes Land. Droemer, München 2010, ISBN 978-3-426-27530-6.
- Abseits mit Montaigne. Berlin 2014, ISBN 978-3-8442-8776-9.